# Eudoxus (cràter marcià)
Eudoxus' és un cràter d'impacte del planeta Mart situat al nord-oest del cràter Nansen, al nord-est de Li Fan i a l'est d'Hipparchus, a 44.9° sud i 147.5° oest. L'impacte va causar un clavill de 98 quilòmetres de diàmetre. El nom va ser aprovat el 1973 per la Unió Astronòmica Internacional, en honor de l'astrònom i matemàtic grec Èudox de Cnidos (sobre l'any 408 - 355 aC).